# Naoki Maeda
Naoki Maeda (jap. 前田 直輝 Maeda Naoki; ur. 17 listopada 1994) – japoński piłkarz występujący na pozycji pomocnika. Obecnie występuje w Yokohama F. Marinos.

## Kariera klubowa
Od 2012 roku występował w klubach Tokyo Verdy, Matsumoto Yamaga FC i Yokohama F. Marinos.